# Lista över vulkaner i Afghanistan
Detta är en lista över vulkaner i Afghanistan.
| Namn                | Höjd (m ö.h.) | Koordinater                       | Senaste utbrott |
| ------------------- | ------------- | --------------------------------- | --------------- |
| Dacht-i-Navar Group | 3800          | 33°57′N 67°55′Ö / 33.95°N 67.92°Ö | Holocen         |
| Vakak Group         | 3190          | 34°15′N 67°58′Ö / 34.25°N 67.97°Ö | Holocen         |